# BxPC-3細胞
BxPC-3 (BxPC3）是用於研究胰腺癌及其治療方法的人類胰腺癌細胞系。BxPC-3細胞是在1986年從一個已61歲的人类女性體內獲得，並且被證實在無胸腺裸鼠中具有致瘤性，具有中等分化能力，同時又會產生粘蛋白，並且表現出上皮組織形態。BxPC-3細胞不會發生在胰腺癌中常見的KRAS突變。BcPC-3細胞和JoPaca-1細胞均有高表達的癌幹細胞標誌物。BxPC-3目前已用於致瘤研究、胰腺癌治療研究及其他生物醫學應用中。 由於細胞可幫助胰腺癌藥物的開發，因此有學者對細胞的表型和基因型特性進行研究，特別是因為BxPC-3細胞具有血管生成因子IL-8、血管內皮生長因子和前列腺素E2的高度表達，故而可以作為潛在的藥物靶標。